# Macey Cone
Der Macey Cone ist ein 125 m hoher, erloschener Vulkankegel auf der Insel Heard im Archipel der Heard und McDonaldinseln im südlichen Indischen Ozean. Er ragt 1 km nordöstlich des Kap Laurens oberhalb der Lavakliffs am nordwestlichen Ende der Laurens-Halbinsel auf.
Teilnehmer der Australian National Antarctic Research Expeditions nahmen 1948 Vermessungen vor. Sie benannten ihn nach Louis Edward Macey (1911–1986), leitender Funker bei dieser Forschungsreise.